# Dolichiscus annaoides
Dolichiscus annaoides là một loài chân đều trong họ Austrarcturellidae. Loài này được Menzies miêu tả khoa học năm 1956.